# Norwegian International 2015
Die Norwegian International 2015 im Badminton fanden vom 11. bis zum 15. November 2015 in Sandefjord statt.

## Sieger und Platzierte
| Disziplin    | Gold                             | Silber                                    | Bronze                                |
| ------------ | -------------------------------- | ----------------------------------------- | ------------------------------------- |
| Herreneinzel | Marius Myhre                     | Patrick Bjerregaard                       | Felix Burestedt                       |
| Herreneinzel | Marius Myhre                     | Patrick Bjerregaard                       | Kai Schäfer                           |
| Dameneinzel  | Sofie Holmboe Dahl               | Kati Tolmoff                              | Julie Finne-Ipsen                     |
| Dameneinzel  | Sofie Holmboe Dahl               | Kati Tolmoff                              | Anna Narel                            |
| Herrendoppel | Søren Gravholt Nikolaj Overgaard | Richard Eidestedt Andy Hartono Tandaputra | Florent Riancho Asuro Rizko           |
| Herrendoppel | Søren Gravholt Nikolaj Overgaard | Richard Eidestedt Andy Hartono Tandaputra | Konstantin Abramov Alexandr Zinchenko |
| Damendoppel  | Setyana Mapasa Gronya Somerville | Amanda Madsen Isabella Nielsen            | Berfin Aslan Jenny Wan                |
| Damendoppel  | Setyana Mapasa Gronya Somerville | Amanda Madsen Isabella Nielsen            | Anastasia Chervyakova Olga Morozova   |
| Mixed        | Sawan Serasinghe Setyana Mapasa  | Søren Gravholt Maiken Fruergaard          | Marko Pyykonen Karoliine Hõim         |
| Mixed        | Sawan Serasinghe Setyana Mapasa  | Søren Gravholt Maiken Fruergaard          | Alexandr Zinchenko Olga Morozova      |